# Amandusdorf
Amandusdorf (früher auch Amannsdorf oder Vorwerk Bronkow) ist ein früheres Vorwerk und heute ein Wohnplatz der Gemeinde Bronkow im Landkreis Oberspreewald-Lausitz im Süden des Landes Brandenburg. Der Ort gehört dem Amt Altdöbern an.

## Lage
Amandusdorf liegt in der Niederlausitz, etwa zwei Kilometer westlich des Gemeindehauptortes Bronkow und neun Kilometer Luftlinie südwestlich der Stadt Calau. Umliegende Ortschaften sind Gollmitz im Norden, Settinchen im Nordosten, Bronkow im Osten, Saadow im Süden und Rutzkau im Südwesten.
Amandusdorf liegt an einem Abzweig von der nördlich des Ortes verlaufenden Landesstraße 553 zwischen Gollmitz und Bronkow. Östlich des Ortes verläuft die Bundesautobahn 13 (Berlin–Dresden), die Anschlussstelle Bronkow ist etwa zwei Kilometer von Amandusdorf entfernt.

## Geschichte
Auf früheren Landkarten war der Ort zunächst unter dem Namen Vorwerk Bronkow verzeichnet, im 19. Jahrhundert änderte man den Ortsnamen zu Amandusdorf. Über den Ortsnamen gibt es mehrere Theorien. Am wahrscheinlichsten wurde der Ort nach dem Sohn eines früheren Gutsherrn auf dem Rittergut Bronkow, zu dem das Vorwerk gehörte, benannt. Nach einer anderen Deutung stammt der Ortsname von einem Bauern ab, der als erster in Amandusdorf siedelte. Anfang des 19. Jahrhunderts lag Amandusdorf im Calauischen Kreis im Kurfürstentum und ab 1806 im Königreich Sachsen. Als Folge der Vereinbarungen des Wiener Kongresses kam es im Jahr 1815 zur Teilung des Königreiches Sachsen, wodurch die Niederlausitz und somit auch Amandusdorf an das Königreich Preußen kam. Dort lag der Ort im Landkreis Calau im Regierungsbezirk Frankfurt. Da Amandusdorf als Vorwerk gegründet wurde, war es nie eine eigenständige Gemeinde, sondern seit jeher ein Teil der Landgemeinde Bronkow. Im Jahr 1818 hatte der Ort 31 Einwohner in sechs Wohngebäuden.
1840 gab es in Amandusdorf 31 Einwohner in sieben Wohnhäusern, 1864 waren es nur noch 24 Einwohner in sechs Gebäuden. Der Ort ist seit jeher in die Kirchengemeinde Bronkow eingepfarrt. Bei der Volkszählung vom 1. Dezember 1871 hatte Amandusdorf 18 Einwohner in fünf Häusern und am 2. Dezember 1895 wurden 27 Einwohner in sechs Häusern gezählt.
Nach dem Zweiten Weltkrieg lag das Dorf zunächst in der SBZ und später in der DDR. Von 1947 bis 1952 gehörte Amandusdorf zum Land Brandenburg. Ab dem 1. Juli 1950 gehörte der Ort zum Landkreis Senftenberg. Bei der Kreisreform am 25. Juli 1952 wurde die Gemeinde Bronkow mit dem Ortsteil Amandusdorf dem Kreis Calau im Bezirk Cottbus zugeordnet. Dieser bestand nach der Wiedervereinigung als Landkreis Calau in Brandenburg weiter und ging zum 6. Dezember 1993 durch den Zusammenschluss mit dem Landkreis Senftenberg im neuen Landkreis Oberspreewald-Lausitz auf.